# 이사 (이동)

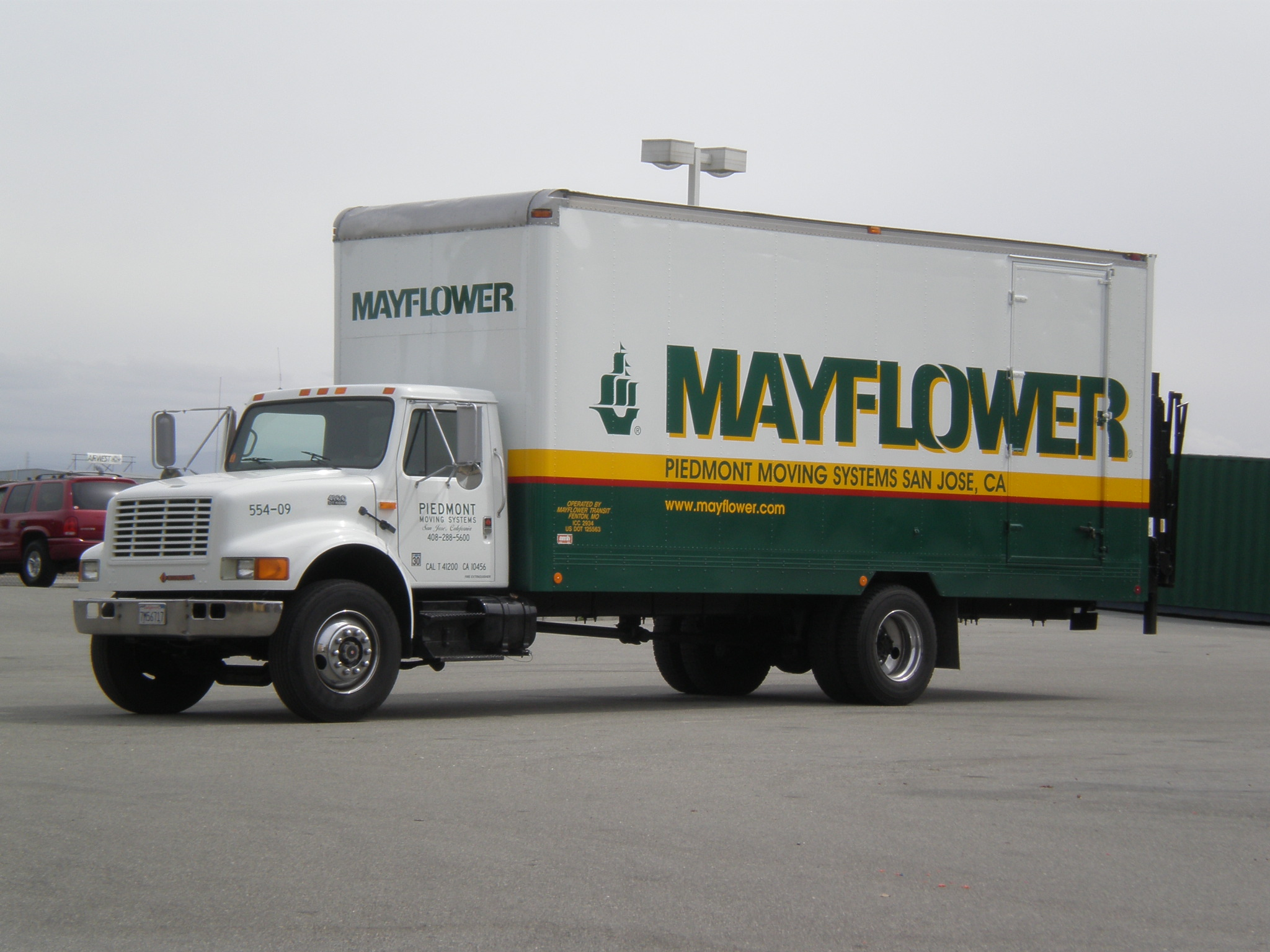
이삿짐 탑차.

이사(移徙)는 사람이 스스로와 생활에 필요한 물품모두를 포함한 자신의 생활터전을 다른 곳으로 옮기는 것을 말한다. 인구 대부분이 토지에 매여 있던 근대 이전과 달리 산업화된 근대 국가에서는 경제적 여건에 따른 노동력 이동이 자주 일어나므로 이사는 흔한 일이며, 이것 이외에도 여러 가지 요인이 있다.
대한민국에서는 헌법 14조에 거주지 이전의 자유를 갖는다고 밝히고 있고, 세계인권선언 13조에서도 자국 안 또는 어디에서든 살 수 있는 권리를 인정하고 있다. 그러나 북한과 같이 일부 국가는 거주이전의 자유가 없는 곳도 있다.

대한민국에서는 주로 이사 업체를 이삿짐센터라 칭한다. 현재 이사 업계는 고령층이 대부분을 차지하며 개선할 부분이 많은 업계에 속한다.

## 같이 보기
- 이민
- 손없는 날